# القنطرة شرق
القنطرة شرق مركز ومدينة مصرية على الضفة الشرقية لقناة السويس في شبه جزيرة سيناء على الحدود الشمالية لمحافظة الإسماعيلية. ويربطها جسر السلام بالقنطرة غرب. وقد بنيت على أنقاض جبانة قديمة من العصر الروماني.وعرفت قديما باسم (ثارو) أيام العصر الفرعوني و(سيلا) في كتابات اليونان والرومان. وقد أعلن الدكتور زاهي حواس وزير الدولة السابق للآثار أن‌ 288‌ قطعة من الآثار التي تم سرقتها من مخزن القنطرة شرق في الايام الأولى لثورة 25 يناير ،‌ قد تم استعادتها بالتعاون مع بدو سيناء.
وفي المدينة قلعة حربية بناها السلطان قنصوه الغوري المملوكي، وتقع على مساحة 300 متر مربع وهي مماثلة لقلعة بناها الغوري في حلب بسوريا. القلعة تضم مدينة صناعية عسكرية ومصنع للزجاج.
ويعتقد إن اقامة نفق اسفل قناة السويس لربط مدينة القنطرة شرق ومدينة القنطرة غرب سيعمل علي تنشيط حركة الاستثمارات بالقنطرة شرق لأنه سيقضي علي المعاناة اليومية للمستثمرين والعمال خلال تنقلاتهم اليومية بين شرق وغرب قناة السويس. كما تمر ترعة السلام بالمدينة بعد عبورها لقناة السويس عن طريق سحارة.ويمر بالقرب من المدينة خط سكك حديد سيناء الذي يعبر القناة عن طريق كوبري الفردان ويتجه الي بئر العبد.كما ترتبط المدينة بالشبكة الكهربائية الموحدة لمصر.وهي تعتبر أول مدينة تم تحريرها في حرب أكتوبر. وفي سنة 2004 هاجمت المدينة أسراب من الجراد.

## التقسيمات الادارية
القنطرة شرق إحدى مدن شبه جزيرة سيناء وظهرت إلى الوجود الفعلى باسم القنطرة شرق منذ تم حفر قناة السويس ولكنها كانت موجودة فعلاً قبل ذلك بكثير حيث أنها كمنطقة كانت مأهولة بالسكان بدليل لجوء العائلة المقدسة منذ حوالى 2000 سنة إلى الاستقرار بها لمدة أيام عديدة والراحة بأرضها.
حديثاً كانت القنطرة شرق إحدى مدن محافظة سيناء وهي المدينة الثانية في شبه جزيرة سيناء 0 ومنذ نشأة قوانين الحكم المحلى كانت شبه جزيرة سيناء خاضعة للحكم العسكري باعتبارها إحدى المحافظات الحدودية حتى 1965 بدأ خضوعها للحكم المحلى وإنشاء أول مجلس بلدى بها ولكنها لم تهنأ بهذا طويلاً فسرعان ما اندلعت حرب 1967 وفي غضون أيام قليلة من يوم الخامس من يونية كانت القنطرة شرق مستكملة للمنطقة المصرية الواقعة تحت الاحتلال ودارت الأيام دورتها المعروفة حتى جاء العبور العظيم وفي ثالث أيامه بعد وبعد دفاع مستميت من جيش العدو وفي مغرب اليوم الثامن من أكتوبر تم تحرير القنطرة شرق وبذلك تعد هي أول وآخر المدن المصرية المحررة بالدوم ومنذ ذلك اليوم أعتبر الثامن من أكتوبر عيداً قومياً لمدينة القنطرة شرق.
في عام 1978 وفي إطار السياسة العامة بدأت الدولة في إعادة الحياة الطبيعية وأنشأت الوحدة المحلية لمدينة القنطرة شرق لبدء استقبال المواطنين وخدمتهم وفي 12 أبريل 1979 صدر قرار رئيس الجمهورية بتقسيم سيناء إلى محافظتين شمال وجنوب وضم القنطرة شرق إلى محافظة الإسماعيلية * وفي ذلك الوقت تسلمت الوحدة المحلية المدينة وكانت عبارة عن اطلال مدينة فالبيوت مهدمة والمرافق متهالكة والبنية الأساسية تحت الصفر.
وفي مارس 1996 صدر قرار السيد رئيس مجلس الوزارء بتحويل القنطرة شرق إلى مركز ومدينة ويضم قرى التقدم، الأبطال، جلبانة.

## معركة القنطرة شرق
لقد كانت الحصون التي بناها العدو في قطاع القنطرة شرق من أقوى حصون خط بارليف وصل عددها إلى سبعة حصون، كما أن القتال داخل المدينة يحتاج إلى جهد لأن القتال في المدن يختلف عن القتال في الصحراء، ولذلك استمر القتال شديدا خلال هذا اليوم.. واستمر ليلة 7 / 8 أكتوبر استخدم فيه السلاح الأبيض لتطهير المدينة من الجنود الإسرائيليين وتمكنت قوات الفرقة 18 بقيادة العميد فؤاد عزيز غالي في نهاية يوم 7 أكتوبر من حصار المدينة والسيطرة عليها تمهيدا لتحريرها وجاء يوم الأثنين 8 أكتوبر وتمكنت الفرقة 18 مشاة بقيادة العميد فؤاد عزيز غالى من تحرير مدينة القنطرة شرق بعد أن حاصرتها داخليا وخارجيا ثم اقتحامها، ودار القتال في شوارعها وداخل مبانيها حتى انهارت القوات المعادية واستولت الفرقة على كمية من أسلحة ومعدات العدو بينها عدد من الدبابات وتم اسر ثلاثين فردا للعدو هم كل من بقى في المدينة واذيع في التاسعة والنصف من مساء اليوم 8 أكتوبر من إذاعة القاهرة تحرير المدينة الأمر الذي كان له تأثير طيب في نفوس الجميع.. يذكر أن جلال عامر الكاتب الصحفى المرموق كان أحد قادة سرايا الفرقة 18 مشاه وشارك مع فرقته في تحرير المدينة

## وادي التكنولوجيا
ويقع وادي التكنولوجيا في الجزء الشمالي الغربي لشبه جزيرة سيناء تحت نطاق سلطة مدينة القنطرة شرق بالإسماعيلية وعلي بعد‌10‌ كيلومترات من شرق قناة السويس وتبلغ مساحته‌16‌ ألف فدان وقد قسم العمل به إلي عدة مراحل‌،‌ كل مرحلة تضم‌3‌ آلاف فدان وتم تخصيص‌215‌ فدانا من المرحلة الأولي كمرحلة عاجلة‌،‌ وأبرمت اتفاقية بين الحكومتين المصرية والكورية بهدف الوقوف علي جدوي المشروع من الناحيتين التسويقية والاقتصادية‌.‌
وبالرغم من أن البنية الأساسية للمرحلة الأولي لوادي التكنولوجيا قد تكلفت بالفعل‌37‌ مليون جنيه وتم التعاقد مع‌6‌ شركات عالمية عام‌1997‌ لبناء مصانع يخصص‌70%‌ من إنتاجها للتصدير و‌30%‌ للسوق المحلية‌..‌ إلا أن العمل بالوادي قد توقف فجأة.

## حصن ثارو‌
يقع علي طريق حورس الحربي القديم بين مصر وفلسطين وهو من عصر الاسرة ال‌18‌ عصر الدولة الحديثة بمساحة ‌150*150‌ مترا من الطوب اللبن مدعم بالابراج الدفاعية المستطيلة‌،‌ ويبلغ سمك جدران الحصن‌ 4‌ أمتار‌.‌ وبذلك الاكتشاف تكتمل منظومة الدفاع للبوابة المصرية الشرقية في عصر الدولة الحديثة والتي ورد نقش لها علي جدران معبد الكرنك بالاقصر من عصر الملك سيتي الأول وقد بني فوق أنقاض القاعدة العسكرية من عصر الهكسوس والتي كانت تحميهم من جهة الشرق وهذه الاكتشافات توضح جانبا من حرب التحرير المصرية ضد الهكسوس وطردهم من مصر عبر المدخل الشرقي بشمال سيناء‌.‌ كما تعتبر قلعة‌(‌ثارو‌)‌ واحدة من‌11‌ قلعة فرعونية في بداية الطريق الرابط بين القنطرة ورفح المصرية‌.‌

## اكتشاف مقر قيادة جيش رمسيس الثاني بسيناء
كشفت بعثة الآثار المصرية عن معالم أكبر مدينة أثرية مصرية محصنة من عصر الدولة الحديثة في أثناء أعمال التنقيب الأثري في مشروع الكشف عن قلاع طريق حورس الحربي القديم بين مصر وفلسطين من القنطرة شرق حتي رفح المصرية‌.‌وعثرت البعثة علي بقايا مقر قيادة الجيش المصري في سيناء في عهد الملك رمسيس الثاني‌،‌ وهو عبارة عن قلعة من الطوب اللبن تبلغ أبعادها‌500‌ متر طولا‌،‌ و‌250‌ مترا عرضا‌،‌ وبها أبراج عالية يصل ارتفاع كل منها إلي أربعة أمتار‌،‌ وعرض‌20‌ مترا‌;‌ كانت تشكل مقر قيادة الجيش المصري منذ عهد الدولة الحديثة‌1569‌ ـ‌1081‌ ق‌.‌م‌،‌ وحتي العصر البطلمي‌31‌ ـ‌305‌ م‌.‌

## جبانة القنطرة شرق
وقد تم الكشف هن هذه الجبانة أثناء حفر قناة السويس حيث بنيت العديد من المنشات في تلك المنطقة واسفرت أعمال الحفر والبناء عن الكشف عن بقايا الجبانة إلى جانب عدة محاولات للكشف عن بقايا تلك الجبانة من خلال زيارات للموقع أو أعمال المسح الآثرى بداية من عام 1888 وحتى عام 1913 إلى جانب الدراسات التاريخية عن الموقع. واسم القنطرة ربما يكون مصدره اسم قديم حيث وردت باسم جسر القناطير على خريطة الحملة الفرنسية ويعتقد انها مستوحاه من أصل القنطرة التي كانت فوق الفرع البيلوزى القديم للنيل والذي كان يعبر لسيناء حتى نهاية المصب عند مدينة بلوزيوم تل الفرما الحيالة. حيث نقشت القنطرة القديمة على جدران معبد الكرنك التي تصور رحلة العودة للملك سيتي الأول عبر طريق حورس الحربى القديم.
وموقع القنطرة شرق الحالى لم يكشف به عن أي طبقات من العصر الفرعوني أو بالتحديد من عصر الدولة الحديثة ولكن كل ما كشف فيه يعتبر من بقايا الجبانة الرومانية التي بنيت عليها حاليا المدينة الحديثة على الضفة الشرقية لقناة السويس. ويمكن ان نوضح ان الأعمال الآثرية التي تمت للكشف عن آثار المنطقة قد بدأت بأعمال مصلحة الآثار عام 1911 وكذلك أعمال البعثة الفرنسية لشركة قناة السويس العالمية وقت حفر القناة 1914 كما قامت هيئة الأثار المصرية بالكشف عن مواقع عديدة من الجبانة خلال المواسم التي تمت اعوام 1981-1983 وحتى عام 1986.
و يمكن تحديد شكل الدفنات والمقابر التي عثر عليها من حفائر الجبانة الرومانية بالآتي:
1. - مقابر مبنية من الطوب الأحمر ذات سقف مقبى لشخص واحد.
2. توابيت برميلية الشكل من الفخار عبارة عن قطعتين يمكن اغلاقها من ناحية الفوهة الواسعة بواسطة قوالب من الطوب الأحمر أو الطوب اللبن أو الطين فقط.
3. توابيت من الفخار على شكل القارب من قطعة واحدة.
4. توابيت من الحجر منحوتة ذات غطاء من الحجر الجيرى أيضاً مووضعة داخل حفرة على الرمال مباشرة.
5. حجرة مستطيلة مبنية من قطع من الحجر الجيرى على شكل مستطيل لواحدة أو لعدة مقابر متجاورة.
6. مقبرة جماعية ذات سقف مقبى لعدة افراد مبنية من الطوب اللبن أو الطوب الأحمر.
7. الدفن في حفر من الرمال، حيث تدفن الهياكل الآدامية مباشرة في الرمال وعلى وجه قناع من الجبس أحياناً مذهب وعليه ألوان زرقاء.

وفي بعض الأحيان قد يعثر على لوحات مكتوبة باليونانية القديمة عليها عبارات جنائزية توضح عمر ووظيفة ولقب المتوفى وبعض الدعوات. وقد كشف بالموقع على عدد كبير من القطع الفخارية والذهبية كمنقولات داخل المقابر. ويمكن ان توضح ان الجبانة قد استخدمت في العصر الرومانى، وان كان استخدامها يرجع إلى العصر البطلمي، أيضاً العثور على بقايا مقابر وآثار ترجع لذلك العصر. ويمكن ان توضح ان جبانة القنطرة شرق هي الجبانة التي كانت تخدم موقع تل أبو صيفى المعروف باسم قلعة سيلة الرومانية على بعد 2.5 كم إلى الجنبو الشرقي من القنطرة شرق.

## جامع قاطية‌
يقع في قرية بذات الاسم تبعد نحو‌30‌ كيلو مترا عن القنطرة شرق وهي عامرة بالنخيل‌،‌ ويتكون بناء الجامع من الطوب الأحمر بمساحة‌13×10 أمتار‌،‌ وبه‌3‌ أروقة‌،‌ وسقفه محمول علي‌4‌ دعامات مثمنة‌،‌ والمئذنة توجد بالجهة الشمالية الغربية‌..‌ الصعود بها من خلال درج‌،‌ والمحراب يبرز من خارج الجدار الجنوبي‌،‌ والمساحة أمام المسجد خاصة بالوضوء‌،‌ وبها بئر مياه وخزان وأحواض للوضوء‌،‌ وقامت منطقة الآثار بشمال سيناء بأعمال ترميم للمسجد باستخدام نفس خامة الطوب بارتفاع متر واحد‌.‌

## المؤتمر الدولي لدراسة السلالات البشرية
أول مؤتمر دولي لدراسة السلالات البشرية والعظام والمقابر والدفنات في مصر القديمة الذي ينظمه المجلس بالتعاون مع المركز العلمي للآثار بمدينة القنطرة شرق بمشاركة ‌100‌ عالم يمثلون‌ 12‌ دولة أجنبية بالإضافة الي عدد كبير من علماء الآثار المصريين في مقدمتهم الدكتور محمد الصغير رئيس قطاع الآثار المصرية والدكتور فكري حسن أستاذ المصريات بجامعة لندن‌.

## وصلات خارجية
- العثور علي خبيئة أثرية في القنطرة شرق بشمال سيناء، جريدة الأهرام، في 28 يوليو 2005
- عمرها يعود لأربعة آلاف سنة اكتشــاف بوابة مصر الفرعونيـــة، جريدة الأهرام في 2 يوليو 2004
- في تل البرج بشمال سيناء الكشف عن تحصينات دفاعية وأسلحة تحمل أسماء ملوك الفراعنة،جريدة الأهرام في 25 أبريل 2004
- رشيد يفتتح مصانع جديدة بالإسماعيلية،جريدة الأهرام، في 22 سبتمبر 2010
- الإسماعيلية تترقب الدائرة الثالثة،جريدة الأهرام، في 14 أغسطس 2010
- أرض الفيروز‌..‌ في قلب وعقل مصر،جريدة الأهرام، في 7 يوليو 2010
- انشقاق البحر لنبي الله موسي معجزة،جريدة الأهرام، في 3 أكتوبر 2010
- إعلان تحرير أول مدينة مصرية يكتبـــــــــه‌:‌ د‌.‌ يونان لبيب رزق، جريدة الأهرام في 8 أكتوبر 2003
- حكاية سرية صاعقة مصرية قامت بتعطيل فرقة مدرعة إسرائيلية لتأمين عبور قواتنا قناة السويس، جريدة الأهرام، في 	4	أكتوبر 2006